# Aidar-Mîkolaiivka, Novoaidar
Aidar-Mîkolaiivka (în ucraineană Айдар-Миколаївка) este un sat în așezarea urbană Novoaidar din regiunea Luhansk, Ucraina.

## Demografie
Componența lingvistică a localității Aidar-Mîkolaiivka
     Rusă (79,57%)
     Ucraineană (20,24%)
     Alte limbi (0,18%)
Conform recensământului din 2001, majoritatea populației localității Aidar-Mîkolaiivka era vorbitoare de rusă (79,57%), existând în minoritate și vorbitori de ucraineană (20,24%).